# فسيفساء البريج
فسيفساء البريج هي بقايا أرضية أثرية من الفسيفساء تعود للعصر البيزنطي اكتشفت عام 2022 أسفل بستان زيتون في مخيم البريج للاجئين في قطاع غزة بفلسطين.

## الوصف
تحتل فسيفساء البريج مساحة 500 متر مربع (5400 قدم مربع) تم الكشف عن ثلاثة أقسام منها ولا زالت باقي الأرض بحاجة لمزيد من أعمال التنقيب. تُشبه الأرضية الفسيفسائية شبكة مترامية الأطراف بها خراطيش تحتوي على رسوم تمثل 17 حيوانًا منها الإوز والبط والكلاب والحشرات والماعز والغزلان والأخطبوط. تتزين الأرضية الفسيفسائية أيضًا بأنماط هندسية وحدود تصور كرمة.

## الاكتشاف
كان المزارع الفلسطيني سلمان النباهين يحفر أرض بستان الزيتون الذي يملكه محاولاً فهم سبب عدم نمو أشجار الزيتون بشكل صحيح عندما عثر على بقايا الأرضية المبنية من الفسيفساء. ساهمت المدرسة الفرنسية للكتاب المقدس والآثار في القدس بعد ذلك في أعمال التنقيب، وأفاد عالم الآثار رينيه إلتر أن الفسيفساء كانت محفوظة في حالة ممتازة. رجح الخبراء والأثريون أن تاريخ إقامة الأرضية الفسيفسائية يعود للفترة ما بين عامي 390-636م، ولا يزال الهدف من بناء أرضية الفسيفساء بحاجة إلى مزيد البحث لتحديد ما إذا كانت الأرضية الفسيفسائية قد تم تركيبها في فيلا خاصة، أو في مبنى ديني، أو لغرض آخر.